# U.S. Route 29
Pour les articles homonymes, voir Route 29.
La U.S. Route 29 (US 29) est une US Route sud–nord parcourant 1 036 miles (1 667 km) entre Pensacola, Floride et Ellicott City, Maryland, à l'ouest de Baltimore. La route s'oriente du sud-ouest au nord-est depuis son terminus sud à la jonction avec la US 90 / US 98 à Pensacola jusqu'à son terminus nord à l'intersection avec Maryland Route 99 (MD 99) à Ellicott City.
Le segment de la US 29 situé entre Greensboro, Caroline du Nord et Danville, Virginie a été désigné Future I-785 et deviendra une Interstate officielle lorsqu'il sera ouvert.
Entre Auburn, Alabama et Greensboro, Caroline du Nord, l'I-85 est parallèle à la US 29.

## Description du tracé
|       | mi      | km      |
| ----- | ------- | ------- |
| FL    | 43,5    | 70,0    |
| AL    | 226,6   | 364,7   |
| GA    | 207,0   | 333,1   |
| SC    | 101,9   | 164,0   |
| NC    | 168,0   | 270,4   |
| VA    | 248,0   | 399,1   |
| DC    | 8,6     | 13,8    |
| MD    | 25,9    | 41,7    |
| Total | 1 029,5 | 1 656,8 |

### Floride
La US 29 débute à l'intersection avec la US 90 / US 98 au centre-ville de Pensacola. L'entièreté de la route en Floride se trouve dans le comté d'Escambia. Depuis le centre-ville, elle se dirige vers le nord en étant parallèle à l'I-110. Elle croise l'I-10 au nord de la ville se poursuit vers le nord jusqu'à Century, dernière ville dans l'état.

### Alabama
La US 29 entre en Alabama à Flomaton, à la frontière avec la Floride. Elle forme un multiplex avec la US 31 entre Flomaton et East Brewton. Elle se dirige ensuite vers l'est jusqu'à Andalusia, vers le nord-est jusqu'à Brantley et vers le nord jusqu'à Luverne. Elle arrive alors à Tuskegee et Auburn, au nord-est, où elle débute un multiplex avec l'I-85. Elle quitte le multiplex à l'est d'Opelika et longe toujours l'I-85 jusqu'à Lanett, à la frontière avec la Géorgie. Elle traverse la rivière Chattahoochee et entre en Géorgie à West Point.

### Géorgie
La US 29 passe par le nord de la Géorgie. Elle débute à West Point et passe par LaGrange, Hogansville et Newnan avant d'atteindre la région métropolitaine d'Atlanta. Elle passe tout près de l'Aéroport Hartsfield-Jackson d'Atlanta et par le centre-ville. Elle rencontre la US 78 / US 278 et forme un multiplex pour traverser le nord d'Atlanta vers l'est. Elle continue son tracé vers le nord-est et atteint Lawrenceville et Athens, où elle reforme un multiplex avec la US 78. Après Athens, la US 29 se dirige vers le nord-est et traverse Royston ainsi que Hartwell avant d'arriver au fleuve Savannah, marquant la frontière avec la Caroline du Sud.

### Caroline du Sud
En Caroline du Sud, la US 29 maintient un alignement vers le nord-est en passant par Anderson, Greenville et Spartanburg.
Près de Piedmont, elle forme un multiplex avec l'I-85 et l'I-185 pour atteindre le centre de Greenville. Elle continue vers l'est et traverse Spartanburg. Elle est parallèle à l'I-85 et passe dans les villages de Cowpens, Gaffney et Blacksburg avant d'atteindre la frontière avec la Caroline du Nord.

### Caroline du Nord
En Caroline du Nord, la US 29 relie les villes de Gastonia, Charlotte, Concord, Salisbury, High Point, Greensboro et Reidsville. Elle forme rapidement un multiplex avec l'I-85 en entrant dans l'état, multiplex qu'elle forme jusqu'à ce qu'elle croise la US 74 à Kings Mountain. Elle constitue alors un multiplex avec celle-ci jusqu'à l'ouest du centre-ville de Charlotte, où elle emprunte des rues de surface de la ville. C'est sur Tyron Street qu'elle quitte la ville. Elle atteint Concord et forme un multiplex avec la US 601 jusqu'à Salisbury. À Lexington, elle emprunte une autoroute qui est l'ancien tracé de l'I-85, jusqu'à Greensboro. Elle quitte la ville vers le nord-est et passe à l'est de Reidsville. Elle continue vers le nord-est et rencontre la frontière de la Virginie et la US 58, avec laquelle elle forme un multiplex.

### Virginie

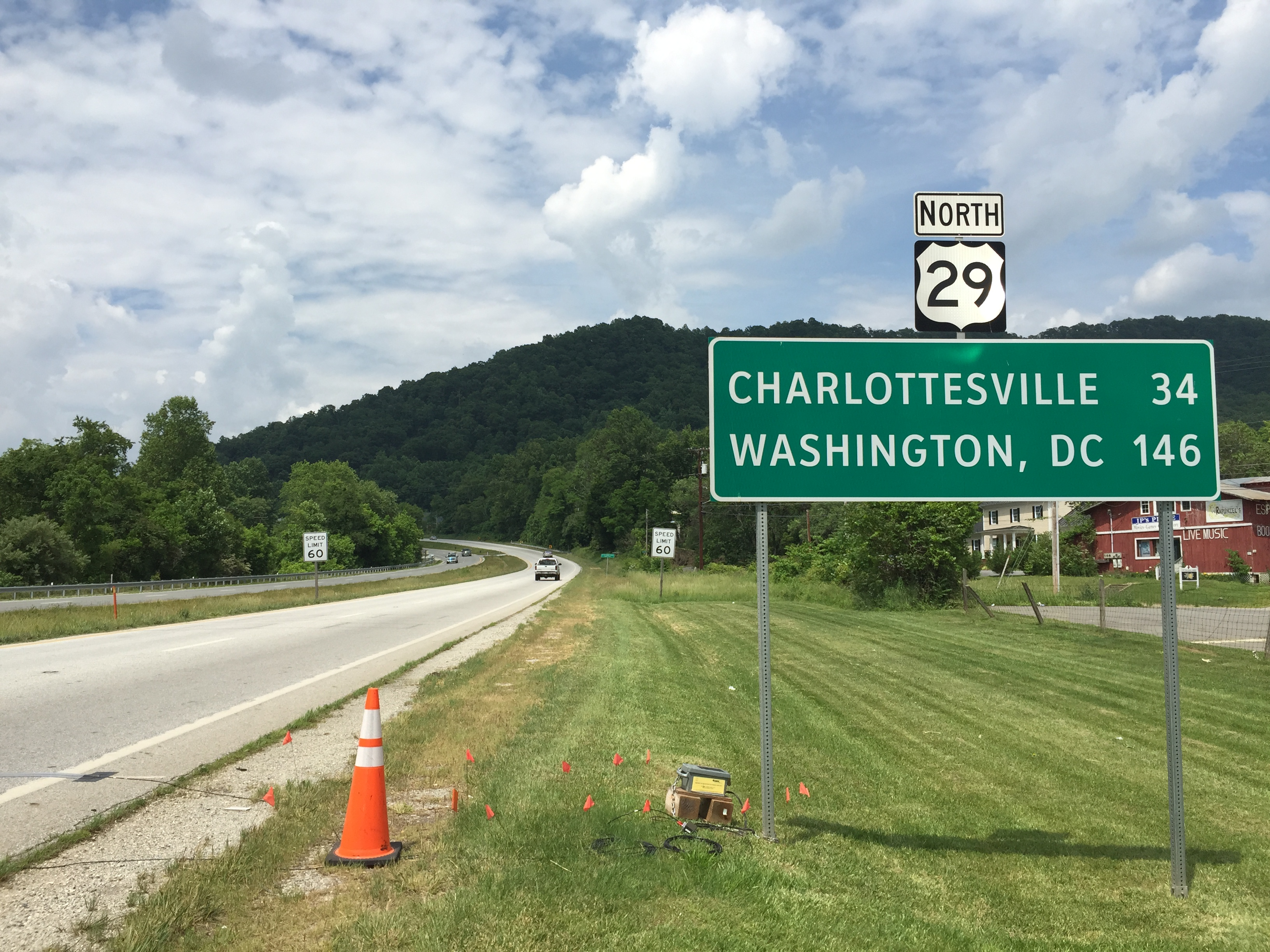
Vue de la US 29 nord à Lovingston, Virginie

En Virginie, la US 29 forme un multiplex avec la US 58 autour de Danville. Elle se continue vers le nord jusqu'à Lynchburg, en contournant Gretna et Altavista. Elle contourne Lynchburg, passe par Amherst et continue vers le nord-est jusqu'à Charlottesville. Elle la contourne également, tout comme Culpeper et Warrenton, un peu plus loin. Elle arrive alors à Centreville, dans le comté de Fairfax. Elle est parallèle à l'I-66 et la rencontre à quelques reprises. Elle traverse Arlington et traverse le fleuve Potomac vers Washington, D.C. sur le Pont Francis Scott Key.

### District de Columbia

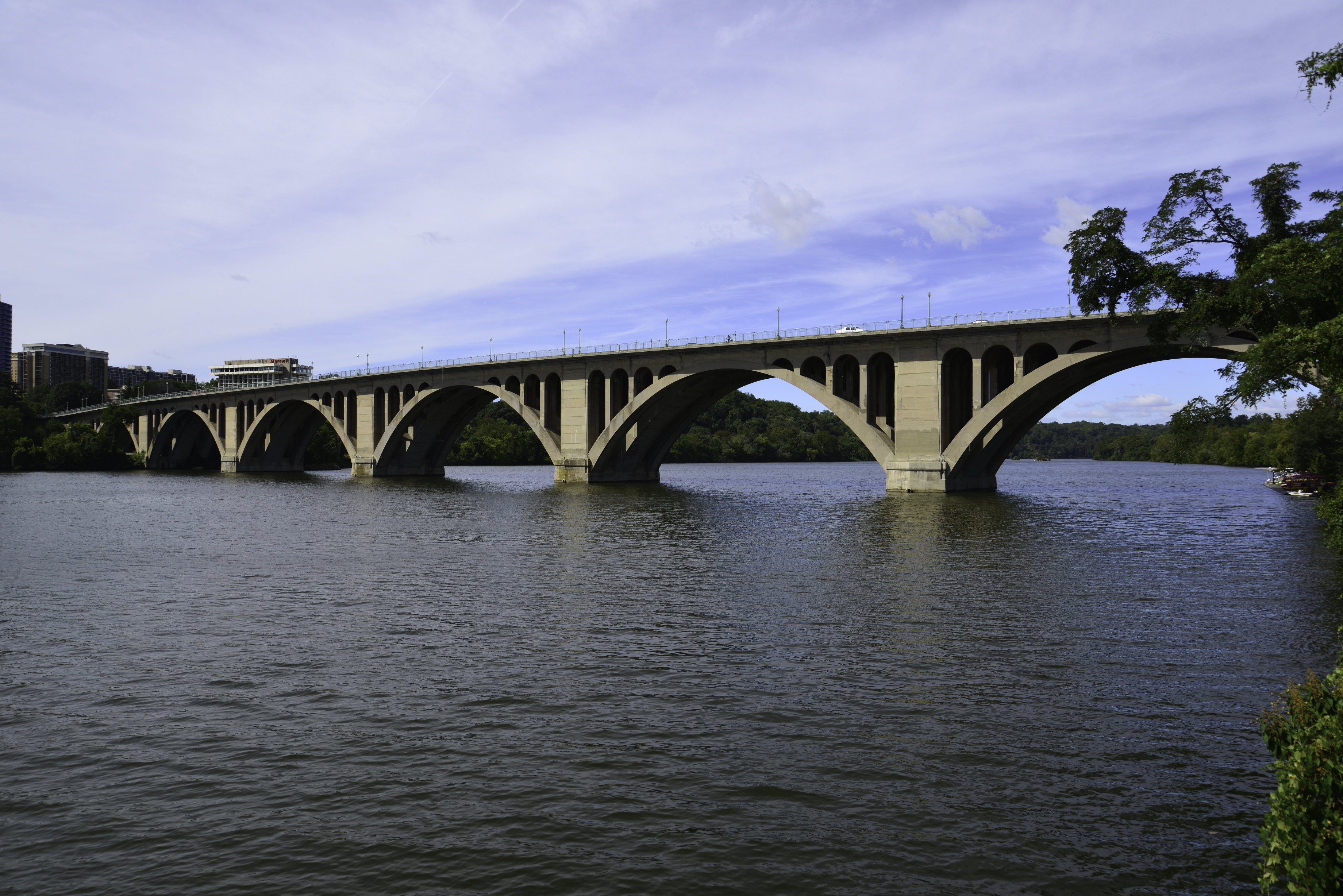
Pont Francis Scott Key, portant la US 29 à Washington, D.C.

En entrant à Washington, D.C., la US 29 emprunte Whitehurst Freeway en contournant le quartier de Georgetown par le sud. La Whitehurst Freeway devient K Street NW et passe dans le quartier Downtown, au nord de la Maison-Blanche. Elle tourne sur 11th Street NW et sur Rhode Island Avenue NW. Elle tourne alors sur 6th Street NW, sur Florida Avenue NW et sur Georgia Avenue NW. Elle la suit jusqu'au nord du district et entre au Maryland, dans la ville de Silver Spring.

### Maryland
Au Maryland, la US 29 emprunte Colesville Road vers le nord-est. Elle croise l'I-495 et devient Columbia Pike, parallèle à l'I-95. Elle continue vers le nord-est jusqu'à Ellicott City. Là, elle croise la US 40 et l'I-70, prenant fin tout juste après cette dernière jonction, à l'intersection avec MD 99, au nord-ouest de la ville.

## Histoire
Floride
 US 90 / US 98 à Pensacola
 I-10 aux limites entre Brent et Ensley
Alabama
 US 31 à Flomaton. Les routes forment un multiplex jusqu'à Brewton.
 US 84 à Andalusia. Les routes forment un multiplex dans la ville.
 US 331 à Brantley. Les routes forment un multiplex jusqu'à Luverne.
 US 231 à Troy
 US 82 à Union Springs. Les routes forment un multiplex dans la ville.
 US 80 à Tuskegee. Les routes forment un multiplex jusqu'à la Forêt nationale de Tuskegee.
 I-85 à Auburn. Les routes forment un multiplex jusqu'à Opelika.
 US 280 à Opelika. Les routes forment un multiplex dans la ville.
 US 431 à Opelika
 I-85 aux limites entre Valley et Lanett
Géorgie
 US 27 à LaGrange. Les routes forment un multiplex dans la ville.
 I-85 à Grantville
 I-85 au sud de East Newnan
 I-285 au sud-ouest de College Park
 US 19 / US 41 à Atlanta. Les routes forment un multiplex dans la ville.
 US 78 / US 278 à Atlanta. La US 29 / US 78 forment un multiplex jusqu'aux limites entre Scottdale et North Decatur. La US 29 / US 278 forment un multiplex jusqu'à Druid Hills.
 US 23 à Atlanta. Les routes forment un multiplex jusqu'à Decatur.
 I-285 à Tucker
 US 78 au sud-est de Bogart. Les routes forment un multiplex jusqu'à Athens.
 US 129 / US 441 à Athens. Les routes forment un multiplex dans la ville.
Caroline du Sud
 US 76 / US 178 à Anderson. Les routes forment un multiplex dans la ville.
 I-85 à l'ouest de Piedmont. Les routes forment un multiplex jusqu'au sud de Dunean.
 I-185 au sud de Dunean. Les routes forment un multiplex jusqu'au centre de Greenville.
 US 25 au sud Dunean
 US 123 à Greenville
 I-85 à Startex
 I-26 à Spartanburg
 I-85 au nord-est de Blacksburg
Caroline du Nord
 I-85 au sud-ouest de Kings Mountain. Les routes forment un multiplex dans la ville.
 US 74 à Kings Mountain. Les routes forment un multiplex jusqu'à Charlotte.
 US 321 à Gastonia
 I-485 à l'ouest de Charlotte
 I-77 / US 21 à Charlotte
 I-277 à Charlotte
 I-485 au nord-est de Charlotte
 US 601 à Concord. Les routes forment un multiplex dans la ville.
 I-85 à Concord
 US 70 / US 601 à Salisbury. La US 29 / US 70 forment un multiplex jusqu'à Greensboro.
 I-85 / US 52 au nord-est de Spencer. Les routes forment un multiplex jusqu'à Lexington.
 US 64 à Lexington. Les routes forment un multiplex dans la ville.
 I-74 / US 311 à High Point
 I-85 au sud-ouest de Greensboro. Les routes forment un multiplex au sud-ouest de Greensboro.
 I-73 / US 421 à Greensboro
 I-40 / US 220 à Greensboro. Les routes forment un multiplex dans la ville.
 I-785 / I-840 à Greensboro
 US 158 à l'est de Reidsville
Virginie
 US 58 sur la frontière avec la Virginie à Danville. Les routes forment un multiplex dans la ville.
 US 360 à Danville
 US 460 au sud de Lynchburg. Les routes forment un multiplex jusqu'à l'est de Lynchburg.
 US 501 à Lynchburg. Les routes forment un multiplex dans la ville.
 US 60 à Amherst
 I-64 au sud-ouest de Charlottesville
 US 250 à l'ouest de Charlottesville. Les routes forment un multiplex jusqu'à Charlottesville.
 US 33 à Ruckersville
 US 15 au sud de Culpeper. Les routes forment un multiplex jusqu'à Gainesville.
 US 522 au sud-est de Culpeper
 US 17 à Opal. Les routes forment un multiplex jusqu'à Warrenton.
 I-66 à Gainesville
 I-66 à Centreville
 US 50 à Fairfax. Les routes forment un multiplex dans la ville.
 I-495 aux limites entre Merrifield et West Falls Church
 I-66 à Arlington
 I-66 à Arlington
 I-66 à Arlington
District de Columbia
 I-66 à Washington, D.C.
 US 1 à Washington, D.C.
Maryland
 I-495 à Silver Spring
 US 40 à Ellicott City
 I-70 à Ellicott City
 MD 99 à Ellicott City

## Routes auxiliaires
- US 129, route sud-nord reliant Chiefland, Floride à Knoxville, Tennessee, en passant par la Géorgie et la Caroline du Nord.